# Томашевський Віктор Анатолійович
Віктор Анатолійович Томашевський (нар. 9 червня 1947 — пом. 2001, Одеса, Україна) — радянський футболіст, нападник та півзахисник.

## Життєпис
Вихованець донецького футболу. Дорослу футбольну кар'єру розпочав 1964 року в луцькій «Волині». Потім призавний на військову службу. У 1967 році перейшов до дублю СКА, починаючи з наступного сезону грав за першу команду «армійців» у першій та другій лізі радянського чемпіонату. У 1972 році СКА переїхало до Тирасполя та змінило назву на «Зірка». У футболці одеського/тираспольського клубу в чемпіонатах СРСР зіграв понад 100 матчів та відзначився понад 10-ма голами.
По ходу сезону 1972 року перебрався до «Чорноморця». У футболці одеського клубу дебютував 6 квітня 1972 року в переможному (1:0) домашньому поєдинку 1-го туру Першої ліги СРСР проти ярославльського «Шинника». Віктор вийшов на поле на 70-й хвилині, замінивши Олександра Поліщука. Першим голом за «моряків» відзначився 25 червня 1972 року на 62-й хвилині нічийного (2:2) виїзного поєдинку 16-го туру Першої ліги України проти «Спартака» з Орджонікідзе. Томашевський вийшов на поле в стартовому складі та відіграв увесь матч. Протягом двох неповних сезонів виступав за «моряків» у Першій лізі СРСР, а за підсумками сезону 1973 року підвищився в класі. У Вищій лізі СРСР дебютував 12 квітня 1974 року в нічийному (1:1) виїзному поєдинку 1-го туру проти львівських «Карпат». Віктор вийшов на поле в стартовому складі, а на 73-й хвилині його замінив Володимира Костянитнова. Єдиним голом за «Чорноморець» у Вищій лізі відзначився 2 травня 1974 року на 90-й хвилині програного (1:2) виїзного поєдинку 4-го туру Вищої ліги проти донецького «Шахтаря». Томашевський вийшов на поле на 64-й хвилині, замінивши Григорія Сапожникова. За три сезони, проведені в одеській команді, у чемпіонатах СРСР зіграв 80 матчів (18 голів), ще 10 матчів (2 голи) відіграв у кубку СРСР.
У 1975 році підсилив «Ністру». У футболці кишинівського клубу дебютував 22 квітня 1974 року в переможному (1:0) домашньому поєдинку 3-го туру Першої ліги СРСР проти нальчикського «Спартака». Віктор вийшов на поле в стартовому складі та відіграв увесь матч. Першим голом за «Ністру» відзначився 2 травня 1975 року на 74-й хвилині переможного (1:0) виїзного поєдинку 5-го туру Першої ліги СРСР проти душанбинського «Паміру». Томашевський вийшов на поле в стартовому складі та відіграв увесь матч. Відіграв три сезони в другому за силою дивізіоні чемпіонату СРСР (103 матчі та 13 голів у чемпіонаті СРСР, 4 матчі та 1 гол у кубку країни). По завершенні сезону 1977 року завершив кар'єру гравця.